# Nova York per a principiants
Nova York per a principiants (títol original en anglès, How to Lose Friends & Alienate People) és una pel·lícula britànica dirigida per Robert Weide i protagonitzada per Simon Pegg, Kirsten Dunst i Megan Fox. El títol està inspirat en el llibre de Dale Carnegie "How to win friends and influence people" i la pel·lícula es va estrenar el 2008. Ha estat doblada al català.

## Argument
Basada en la història real del periodista britànic Sidney Young. Young va començar a escriure articles en una de les revistes més prestigioses de Nova York, "Sharp". Però Young, un home que no tenia principis ni escrúpols, va intentar obrir-se camí a Manhattan a base de bromes de mal gust i males maneres, cosa la qual li va dur molts maldecaps.

## Repartiment
- Simon Pegg: Sidney Young,
- Kirsten Dunst: Alison Olsen.
- Megan Fox: Sophie Maes.
- Danny Huston: Lawrence Maddox.
- Gillian Anderson: Eleanor Johnson.
- Jeff Bridges: Clayton Harding[2]
- Bill Paterson: Lord Richard Young
- Max Minghella: Vincent Lepak
- Miriam Margolyes: Mrs Kowalski
- Margo Stilley: Ingrid,
- Jefferson Mays: Bill Nathanson
- Nathalie Cox: dona al bar
- Charlotte Devaney: Bobbie